# Katedra Zmartwychwstania Pańskiego w Tiranie
Katedra Zmartwychwstania Pańskiego (alb. Katedralja Ngjallja e Krishtit) – katedra Autokefalicznego Prawosławnego Kościoła Albanii, wzniesiona na początku XXI wieku.

## Historia
Na miejscu katedry znajdowała się cerkiew z 1865 roku, zamknięta dla wiernych w 1967 roku i ostatecznie zniszczona przez albański rząd komunistyczny. Na jej miejscu postawiono Hotel International Tirana. Nowa katedra powstawała około 10 lat i ukończono ją w 2012 roku według projektu biura architektonicznego z Nowego Jorku. Katedrę otwarto 1 czerwca 2014 roku, tego dnia nastąpiła także konsekracja świątyni.

## Architektura
Katedra znajduje się na południe od placu Skanderbega. Jest to trzecia największa prawosławna świątynia na Bałkanach. Kopuła mierzy 32,2 m, a dzwonnica – 46 m.
Zespół zabudowań oprócz katedry obejmuje: kaplicę Zwiastowania oraz dwie inne kaplice, miejsce zebrań Świętego Synodu, centrum kulturalne, bibliotekę oraz małe muzeum.
Fasada katedry została wyłożona marmurem. Wnętrza wypełniają liczne freski i mozaiki, w tym gigantyczna mozaika w kopule przedstawiająca Jezusa.
Dzwonnica wolno stojąca, czworoboczna, z narożnikami w kształcie 4 świec paschalnych, które symbolizują 4 Ewangelistów.

## Galeria

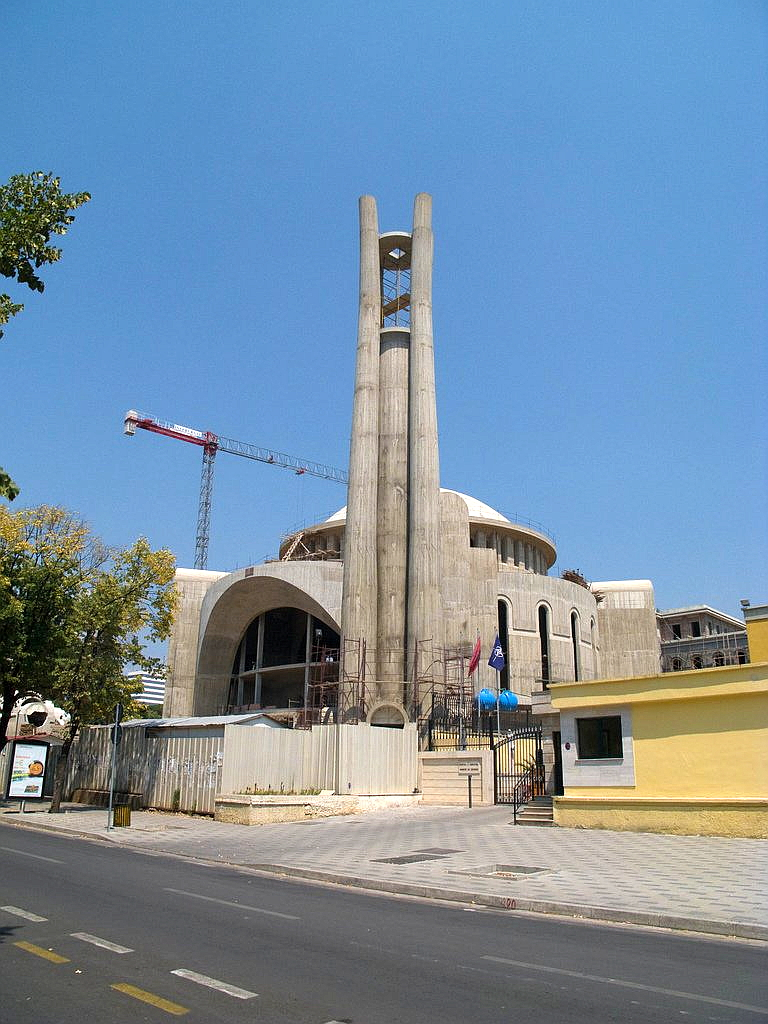
Katedra podczas budowy (około 2009)
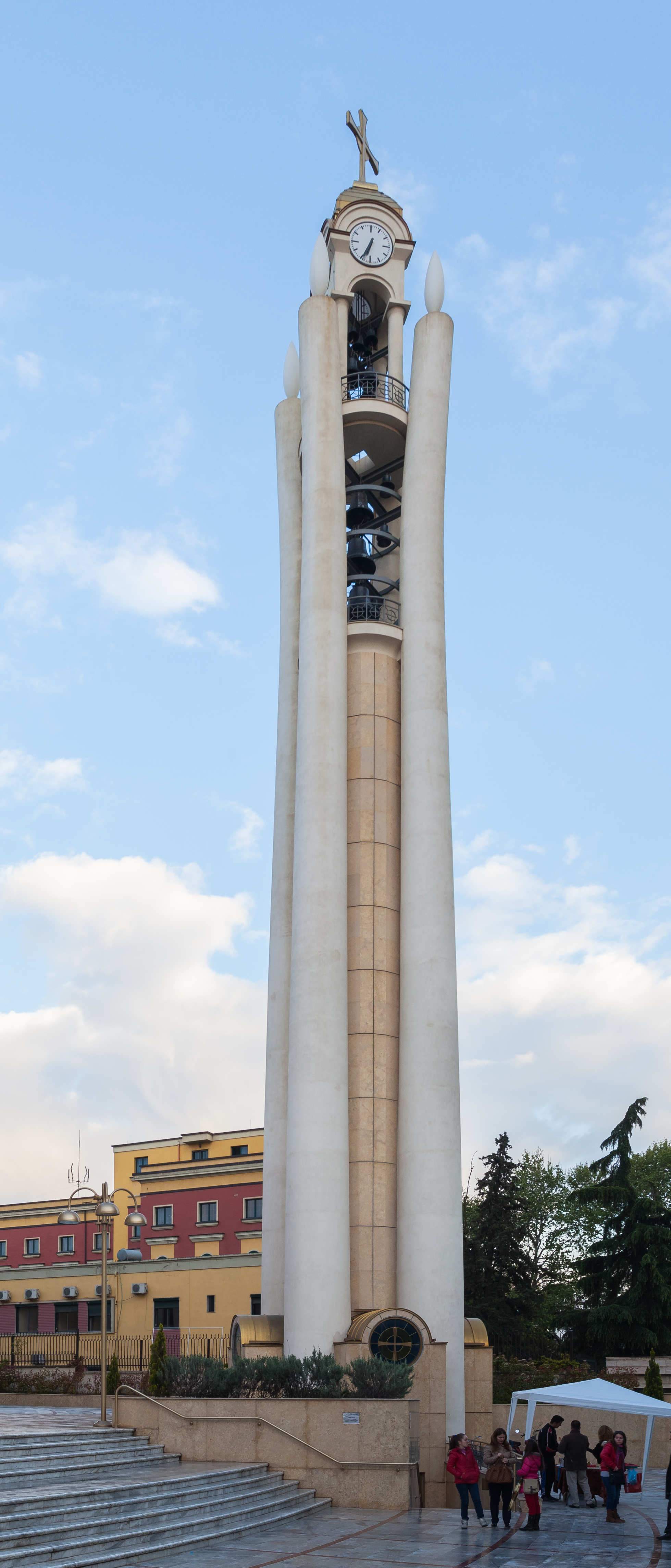
Dzwonnica (2014)
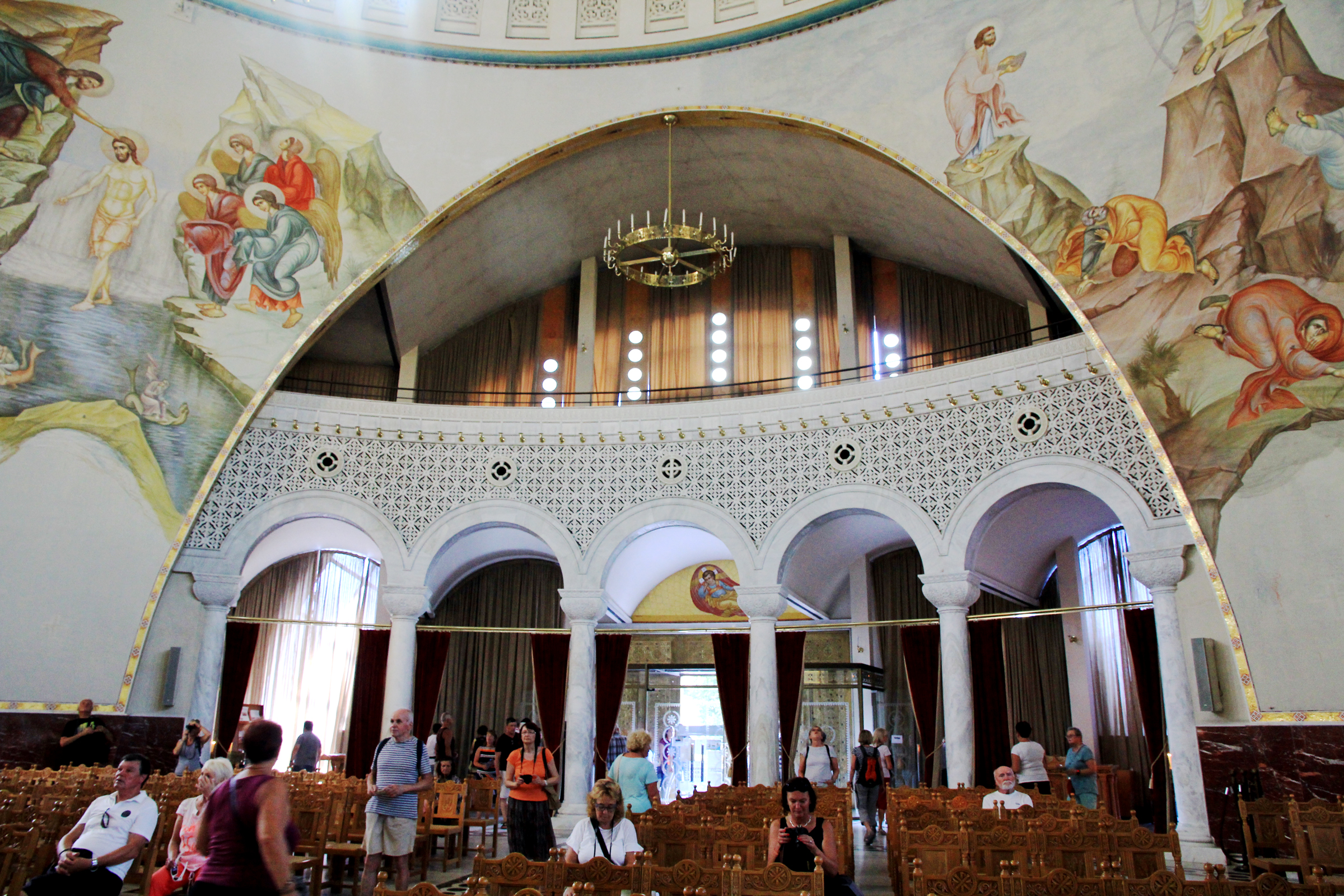
Wnętrze (2018)
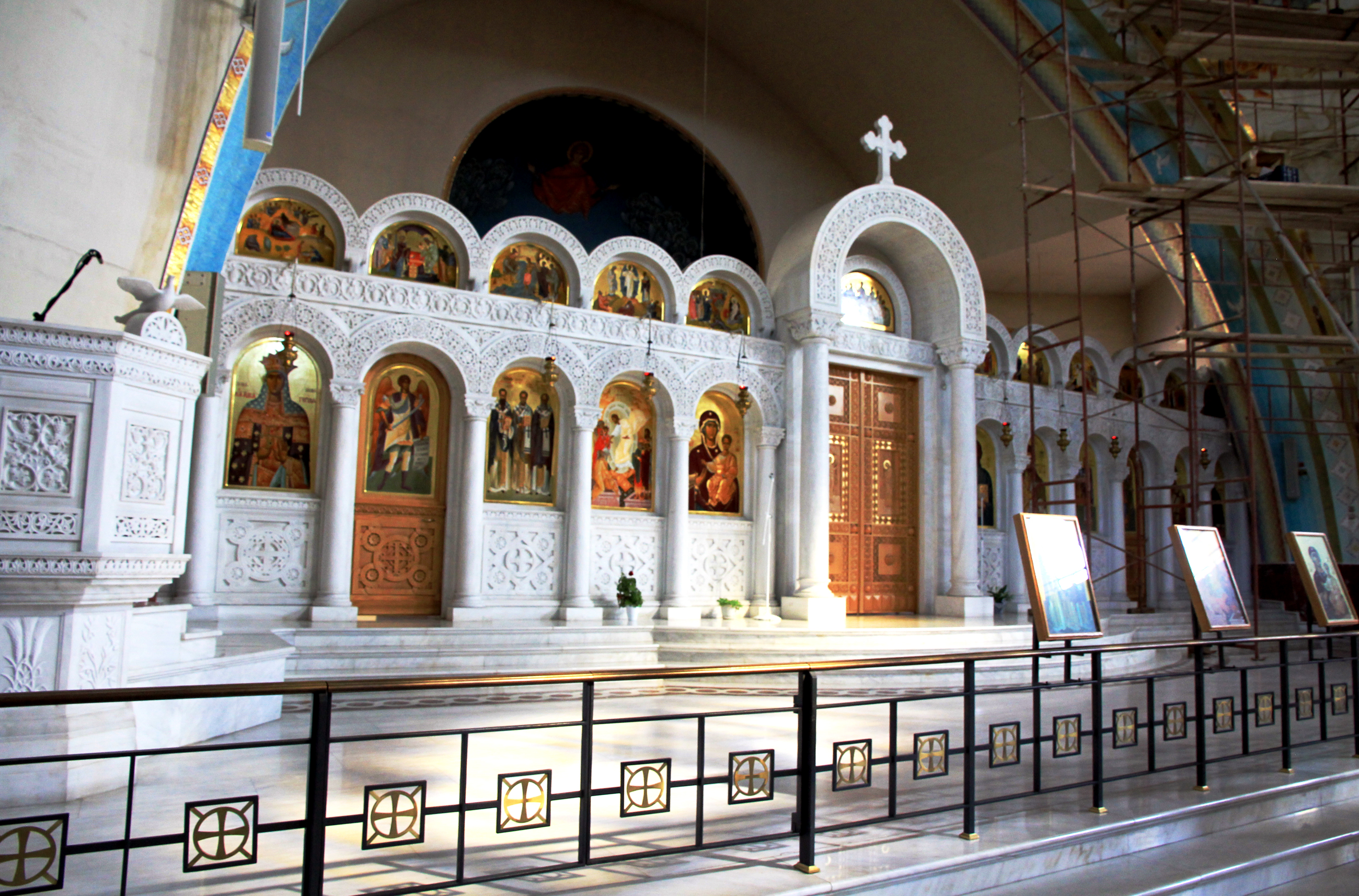
Ikonostas (2018)
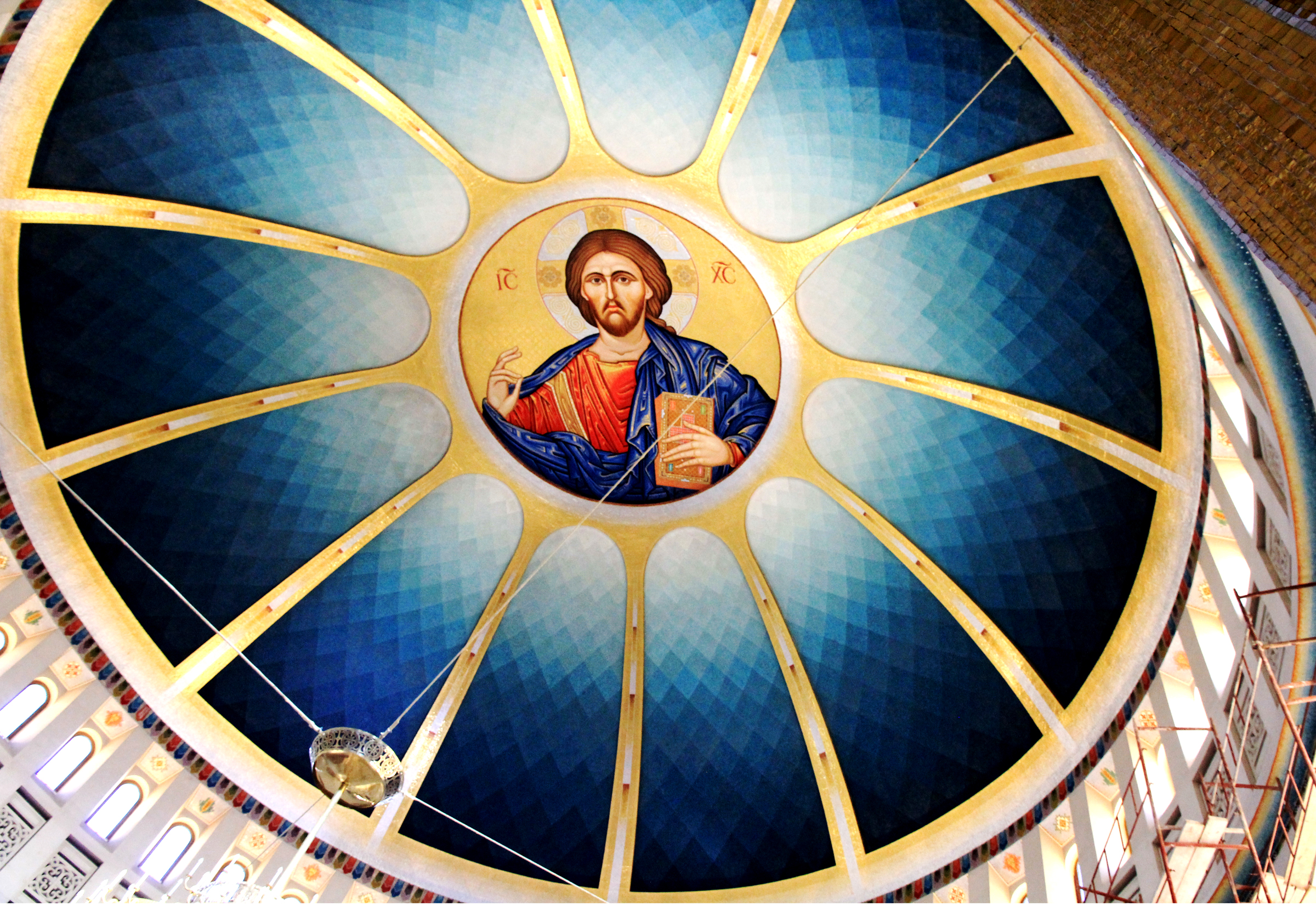
Kopuła z mozaiką (2018)
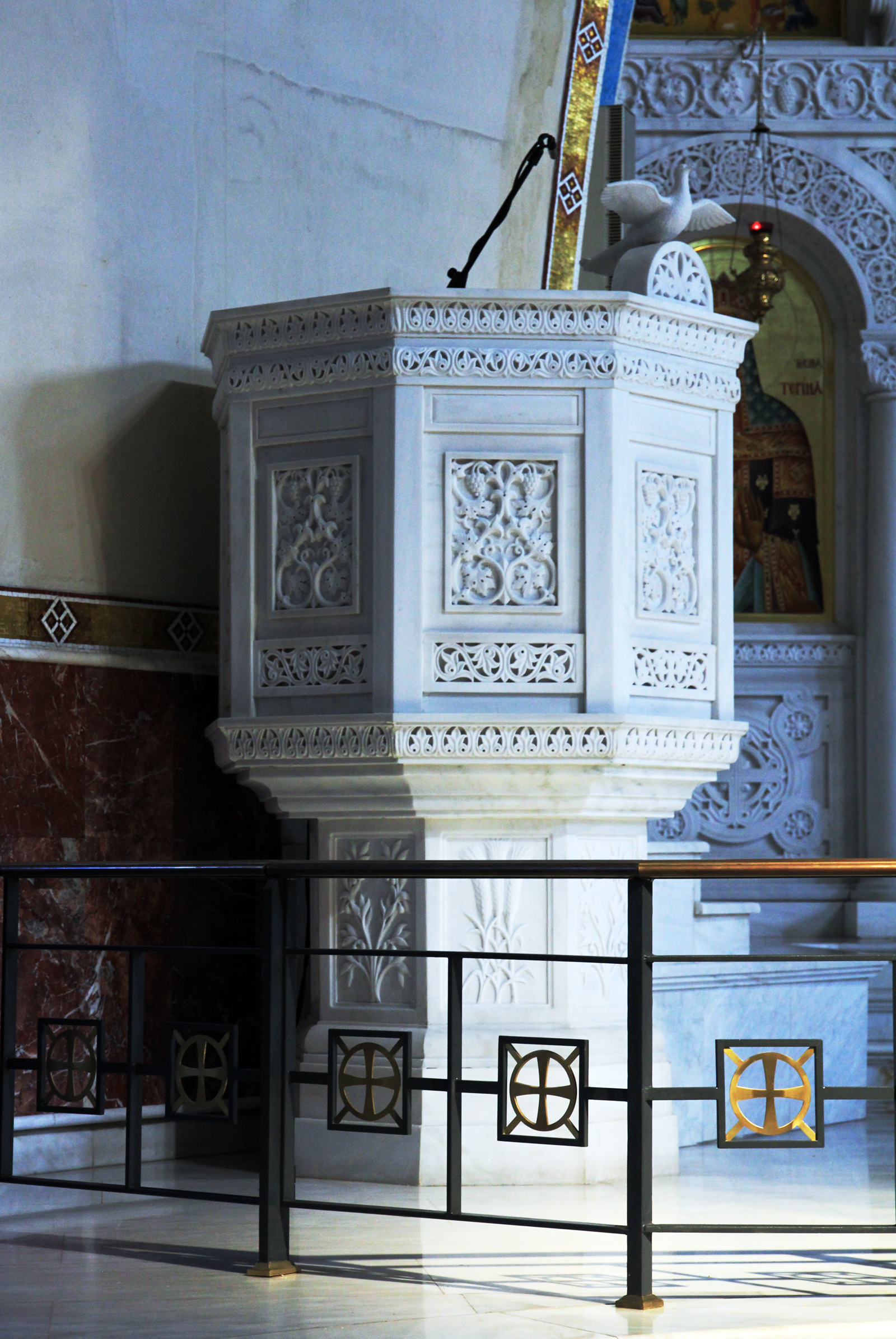
Ambona (2018)